# Imran Khan (amerykański aktor)
Imran Khan (Imran Khan Pal, hindi इम्रान ख़ान पाल, ur. 13 stycznia 1983 w Madison, Wisconsin) – amerykański aktor pochodzenia hinduskiego, grający w Bollywood. Jako dziecko zagrał w filmach Qayamat Se Qayamat Tak (1988) i Jo Jeeta Wohi Sikandar (1992). Jako dorosły zadebiutował w 2008 r. w filmie Jaane Tu… Ya Jaane Na, za tę rolę zdobył Nagrodę Filmfare za Najlepszy Debiut w 2009 roku.

## Życiorys

### Dzieciństwo
Rodzice Imrana rozwiedli się, gdy miał dwa lata – zamieszkał z matką. Razem przeprowadzili się do Bombaju. Tam swą naukę rozpoczął w Bombay Scottish School, lecz nie szło mu dobrze. Imran sprawę tłumaczył tak: „Będąc w IV klasie jąkałem się i miałem wszystkie możliwe tiki nerwowe. Byłem bliski oblania”. Jego matka przeniosła go zatem do Blue Mountain School w Coonoor, a kiedy dyrektor tamtejszej szkoły założył swoją własną w Ooty, Imran zaraz potem stał się jej uczniem.
W rodzinie Imrana jest wiele osób związanych z kinematografią: dziadek i były reżyser Nasir Hussain, a także wujkowie: reżyser Mansoor Khan oraz aktorzy Faisal Khan, Farhat Khan, Nikhat Khan i Aamir Khan. Szansę w Bollywood dał mu Mansoor Khan, gdy Imran miał trzy lata. W filmie Qaymat Se Qaymat Tak zagrał młodszą wersję bohatera, którego grał Aamir Khan. Kilka lat później wystąpił też w jego produkcji Jo Jeeta Wohi Sikandar.
Imran dorastając coraz bardziej interesował się aktorstwem. Na drzwiach swojego pokoju miał umieszczoną gwiazdę. Pewnego dnia jego rodzina zakupiła bilety na jego własną produkcję „Trzech Małych Świnek” odbywającą się w jego sypialni. Jako nastolatek mógł kręcić własne filmy: „Jako dziecko pisałem i kręciłem własne scenariusze. Pierwsze filmy, jakie zrobiłem, były wzorowane na „Gwiezdnych wojnach. Używałem swojej kamery do kręcenia krótkich historii o moich przyjaciołach i o odkrywaniu nowych planet. Domownicy byli mi bardzo pomocni. Wuj Mansoor często doradzał mi w sprawach technicznych”.
W wieku 16 lat przeniósł się do Kalifornii. Zamieszkał z ojcem we Freemont, by ukończyć szkołę średnią. Kolejnym krokiem w jego karierze były studia w szkole filmowej. Studiował reżyserię i pisanie w New York Academy w Los Angeles, kończąc ze stopniem Film Studies Direction.

### Kariera
W pierwszych filmach bollywoodzkich występował jako dziecko.
Dorosłą karierę rozpoczął po ukończeniu szkoły filmowej, kiedy powrócił do Bombaju. Początkowo nie planował zostać aktorem. Zmienił zdanie po spotkaniu z reżyserem Abbasem Tyrewalą, który zaproponował mu rolę w swoim debiutanckim filmie. Po zapoznaniu się ze scenariuszem przez Imrana i zdjęciach próbnych, aktor i reżyser podjęli współpracę.
Premiera filmu Jaane Tu… Ya Jaane Na miała miejsce 4 lipca 2008 roku. Film został entuzjastycznie przyjęty przez publiczność i doczekał się pozytywnych recenzji, również debiutancka rola Imrana Khana została oceniona pozytywnie. Debiut reżysera Abbasa Tyrewali i Imrana Khana okazał się jednym z najbardziej kasowych filmów w 2008 roku.
Kolejnym filmem, w jakim zagrał Khan, był Kidnap, którego premiera odbyła się również w 2008 roku. Aktor wcielił się w postać przestępcy. Chociaż film został oceniony jako przeciętny i nie zyskał uznania publiczności ani krytyków, rola Khana, tak różna od debiutanckiej, została oceniona pozytywnie.
W latach 2008–2015 wystąpił w 17 filmach, kręcąc od jednego do trzech filmów rocznie. Do najbardziej znanych tytułów w jego dotychczasowej filmografii należą: Delhi Belly, I Hate Luv Storys, Mere Brother Ki Dulhan. Ostatni film z jego udziałem pt.: Katti Batti miał premierę w 2016 roku, od tamtej pory aktor nie zrealizował żadnego filmu. Pojawiły się nieoficjalne informacje, że Imran Khan chce zadebiutować w roli reżysera.

## Filmografia
| Rok  | Film                   | Rola              | Dodatkowe informacje                                 |
| ---- | ---------------------- | ----------------- | ---------------------------------------------------- |
| 2011 | Short Term Shaadi      |                   | W trakcie kręcenia                                   |
| 2011 | Mere Brother Ki Dulhan | Kush Agnihotri    |                                                      |
| 2011 | Delhi Belly            | Tashi Malhotra    |                                                      |
| 2010 | Break Ke Baad          | Abhay Gulati      |                                                      |
| 2010 | I Hate Luv Storys      | Jay Dhingraa      |                                                      |
| 2009 | Luck                   | Ram Mehra         |                                                      |
| 2008 | Kidnap                 | Kabir Sharma      |                                                      |
| 2008 | Jaane Tu… Ya Jaane Na  | Jai Singh Rathore | Zwycięzca Nagrody Filmfare za Najlepszy Męski Debiut |
| 1992 | Jo Jeeta Wohi Sikander | młody Sanjaylal   | Rola dziecka                                         |
| 1988 | Qayamat Se Qayamat Tak | młody Raj         | Rola dziecka                                         |